# La llamada (musical)
La llamada és una obra de teatre de gènere musical escrita i dirigida per Javier Ambrossi i Javier Calvo Guirao. És una comèdia amb números musicals que segueix el desenvolupament d'una comèdia romàntica, però transcendeix i juga amb tots aquests gèneres per a acabar sent un cant a la llibertat i al primer amor. Es va estrenar com un musical contracultural al vestíbul del Teatre Lara de Madrid el 2 de maig de 2013, durant vuit funcions que "es van omplir per complet". L'èxit de públic i de les crítiques que la van avalar, el van alçar fins a l'escenari principal el 18 d'octubre de 2013 on van arribar a penjar el cartell de “no hi ha localitats” des de llavors.
Les selecció de cançons està formada per temes originals compostos per Alberto Jiménez (cantant de Miss Caffeina), així com cançons de Whitney Houston, Presuntos Implicados, Henry Méndez i cançons religioses, entre d'altres. Tot això acompanyat d'una petita orquestra formada per quatre músics.
El seu gran èxit en el públic va fer que realitzessin una gira per diferents teatres. Van començar el seu gira per Espanya l'any 2014. Entre les ciutats visitades es troben: Palència, Valladolid, València o Sòria. Més d'una trentena de ciutats espanyoles van acollir l'espectacle. A més d'una gira realitzada per Espanya, aquest musical va ser interpretat també a Moscou.
El 2015 INK Teatro i Claudio Sodi van comprar els drets per portar el musical a Mèxic, on es va estrenar el 28 d'agost d'aquest any al Teatre López Tarso. Es planeja també produccions a l'Argentina, el Perú, l'Uruguai i Xile.
El 15 d'abril de 2015 es va celebrar el 2n aniversari de La llamada, motiu pel qual es va fer una representació especial en el qual van participar, a més dels actors d'aquesta temporada, aquells que han interpretat algun dels personatges.
La seva versió cinematogràfica es va estrenar el 2017.

## Trama
La trama se situa en Segòvia durant el mes d'agost de 2013. María i Susana són dos adolescents de disset anys que senten una passió enorme pel reggaetón i l'electro llatí (juntes formen un grup anomenat Summa Latina). Ambdues es troben en el campament La Brújula, un campament d'estiu cristià al qual acudeixen des de petites. Aquest campament està coordinat per dues monges: Bernarda, una dona moderna i de bon cor que intenta transmetre la fe a través de la música, i Milagros, una novícia jove i innocent amb dubtes que admira a Presuntos Implicados. Durant les nits que passa allí, María té aparicions de Déu que li canta cançons de Whitney Houston. La seva aparició començarà a canviar la vida dels personatges, qüestionant-se les seves vides i plantejant-se els nous reptes dels seus futurs.

## Repartiment
| María Casado    | María Casado                | Susana Romero  | Susana Romero      | Milagros            | Milagros        | Bernarda de los Arcos | Bernarda de los Arcos | Déu                   | Déu                     |
| Actriu          | Període                     | Actriu         | Període            | Actriu/Actor        | Període         | Actriu/Actor          | Període               | Actriu/Actor          | Període                 |
| --------------- | --------------------------- | -------------- | ------------------ | ------------------- | --------------- | --------------------- | --------------------- | --------------------- | ----------------------- |
| Macarena García | 2013-2015                   | Andrea Ros     | 2013               | Belén Cuesta        | 2013-2016; 2017 | Llum Barrera          | 2013; 2016            | Richard Collins-Moore | 2013-2018; 2019-present |
| Claudia Traisac | 2015-2016; 2017; 2019; 2020 | Anna Castillo  | 2013-2016          | Olalla Hernández    | 2015-2017       | Gracia Olayo          | 2013-2016             | David Comrie          | 2016                    |
| Clara Alvarado  | 2015                        | Angy Fernández | 2015; 2016-present | Erika Bleda         | 2016-present    | Soledad Mallol        | 2016                  | Paco Arrojo           | 2018-present            |
| Susana Abaitua  | 2015- 18                    | Lucía Gil      | Des del 2017       | Roko                | Des del 2019    | Brays Efe             | 2016- 17              | Raoul Vázquez         | Des del 2018            |
| Nuria Herrero   | 2016-2018                   | Susana Abaitua | 2017; 2018         | Javier Calvo Guirao | 2019            | Alicia Orozco         | 2017-2019             | Ruth Lorenzo          | Des del 2018            |
| Anna Castillo   | 2017                        | Nuria Herrero  | 2019               |                     |                 | Mar Abascal           | Des del 2019          | Famous                | 2019                    |
| Nerea Rodríguez | 2018-present                | Marta Sango    | 2019-present       |                     |                 | Neus Sanz             | 2019-present          | Gerónimo Rauch        | 2020                    |
| Andrea Guasch   | 2018-present                |                |                    |                     |                 | Yolanda Ramos         | 2019                  |                       |                         |
| Angy Fernández  | 2020                        |                |                    |                     |                 |                       |                       |                       |                         |
| Lydia Fairén    | 2020-present                |                |                    |                     |                 |                       |                       |                       |                         |
|                 |                             |                |                    |                     |                 |                       |                       |                       |                         |

     Substitució puntual.
     Actriu/Actor original.
     Actriu/Actor actualment en cartell.
El personatge de María Casado ha estat interpretat per Macarena García, Claudia Traisac, Clara Alvarado, Susana Abaitua, Nuria Herrero, Nerea Rodríguez, Andrea Guasch i Lydia Fairén. A més, Anna Castillo i Angy Fernández s'han posat en la pell d'aquest personatge de manera puntual.
El personatge de Susana Romero ha estat interpretat per Andrea Ros, Anna Castillo, Angy Fernández, Lucía Gil i Marta Sango. A més, Susana Abaitua i Nuria Herrero s'han posat en la pell d'aquest personatge de manera puntual.
El personatge de la germana Milagros ha estat interpretat per Belén Cuesta, Olalla Hernández, Erika Bleda i Roko, realitzant Javier Calvo Guirao una substitució puntual d'aquesta última el 31 de gener de 2019, mentre que el de Bernarda dels Arcs ho han interpretat Llum Barrera, Gracia Olayo, Soledad Mallol, Brays Efe, Alicia Orozco, Mar Abascal, Neus Sanz i Yolanda Ramos.
El personatge de Déu va ser interpretat per Richard Collins-Moore des de l'inici fins de maig de 2018 (tornant a interpretar-ho a partir d'agost de 2019), realitzant David Comrie una substitució puntual en 2016. Paco Arrojo va assumir el paper, amb el qual continua en l'actualitat, a partir de maig de 2018, girant el paper amb Raoul Vázquez esporàdicament des d'octubre de 2018, Ruth Lorenzo (els dimecres de desembre de 2018 i gener de 2019, i esporàdicament a partir d'aquí) i Famous Oberogo (els dimecres i dijous d'abril i maig de 2019). A partir de febrer de 2020 també s'incorpora Gerónimo Rauch.
De manera molt puntual en algunes funcions les actrius que interpreten els papers de Susana i María han intercanviat els seus papers, així com membres de l'antic elenc han tornat per a reprendre els seus papers excepcionalment.
Repartiment en cartell (a data de febrer de 2020)
| María Casado                               | Susana Romero                        | Milagros         | Bernarda de los Arcos | Déu                                                            |
| ------------------------------------------ | ------------------------------------ | ---------------- | --------------------- | -------------------------------------------------------------- |
| Nerea Rodríguez Andrea Guasch Lydia Farién | Lucía Gil Angy Fernández Marta Sango | Erika Bleda Roko | Mar Abascal Neus Sanz | Paco Arrojo Richard Collins-Moore Raoul Vázquez Gerónimo Rauch |

Repartiment a Mèxic
| Personatges    | María Casado     | Susana Romero | Bernarda de los Arcos | Milagros       | Déu                |
| Elenc original | Natasha Dupeyrón | Tessa Ia      | Laura Zapata          | Alexis de Anda | Federico DiLorenzo |
| Gira           |                  | Ximena Romo   |                       |                | Manuel Gorka       |

## Números musicals
- «I Will Always Love You»
- «Si esto es fe»
- «Viviremos firmes en la fe»
- «Estoy alegre»
- «I Have Nothing»
- «Todas las flores» (Espanya) / «Eres mi religión» (Mèxic)
- «Lo hacemos y ya vemos»
- «Step by step»

En la producció mexicana se substitueix la cançó «Todas las flores» del grupo Presuntos Implicados per la cançó «Eres mi religión» del grup Maná.

## Enregistraments
En 2014 es va posar a la venda un maxisenzill amb 4 cançons interpretades per l'elenc espanyol. La producció mexicana va anunciar en les seves xarxes socials l'enregistrament d'un disc amb l'elenc mexicà. En 2019 es va posar a la venda en la web oficial de la crida un àlbum amb totes les cançons del musical interpretades per l'elenc actual del musical.

## Crítica
La llamada va ser rebuda positivament pels crítics teatrals, destacant la interpretació dels actors i el guió. Marcos Ordóñez, de El País, va afirmar que «la història és senzilla i atrapa perquè la força i gràcia de les situacions, i els diàlegs naturalíssims, i perquè tots semblen creure intensament en el que fan», a més de destacar a Macarena García com a «sensacional». Saúl Fernández, de La Nueva España, va escriure que «els dos autors van crear un musical prodigiós que transforma les cançons de la cantant nord-americana en una col·lecció de versos místics».
Segons una enquesta duta a terme per El País, La llamada va ser nomenada com el millor muntatge teatral de 2013. La revista Metrópoli va incloure el musical entre els deu millors espectacles de teatre a Madrid.

## Premis
Premis Unión de Actores
| Any  | Categoria                              | Candidat              | Resultat |
| ---- | -------------------------------------- | --------------------- | -------- |
| 2014 | Millor actriu de repartiment de teatre | Belén Cuesta          | Nominada |
| 2014 | Millor actor de repartiment de teatre  | Richard Collins-Moore | Nominat  |
| 2015 | Millor actriu secundària de teatre     | Gracia Olayo          | Nominada |

Fotogramas de Plata
| Any  | Categoria               | Candidat        | Resultat   |
| ---- | ----------------------- | --------------- | ---------- |
| 2013 | Millor actriu de teatre | Macarena García | Guanyadora |

BroadwayWorld Spain
| Any  | Categoria                           | Candidat                            | Resultat    |
| ---- | ----------------------------------- | ----------------------------------- | ----------- |
| 2013 | Millor musical original             | Millor musical original             | Nominat     |
| 2013 | Millor musical petit format         | Millor musical petit format         | Guanyador   |
| 2013 | Millor director artístic            | Javier Ambrossi Javier Calvo Guirao | Guanyadors  |
| 2013 | Millor actriu principal             | Macarena García                     | Guanyadora  |
| 2013 | Millor actriu de repartiment        | Belén Cuesta                        | Guanyadora  |
| 2013 | Millor actor de repartiment         | Richard Collins-Moore               | Nominat     |
| 2013 | Millor coreografia                  | Ana del Rei Noemí Cabrera           | Guanyadores |
| 2013 | Millor escenografia                 | Ana Garay                           | Guanyadora  |
| 2013 | Millor vestuari                     | Ana López Cobos                     | Guanyadora  |
| 2013 | Millor il·luminació                 | Carlos Alzueta                      | Guanyador   |
| 2013 | Millor disseny original del cartell | Pelayo Rocal Valero Rioja           | Guanyadora  |
| 2014 | Millor musical en gira              | Millor musical en gira              | Nominat     |
| 2014 | Millor actriu de repartiment        | Gracia Olayo                        | Guanyadora  |
| 2015 | Millor actriu principal             | Claudia Traisac                     | Nominada    |
| 2015 | Millor actriu de repartiment        | Angy Fernández                      | Guanyadora  |

Premis Teatro Musical
| Any  | Categoria                    | Candidat                            | Resultat   |
| ---- | ---------------------------- | ----------------------------------- | ---------- |
| 2014 | Millor musical               | Millor musical                      | Nominat    |
| 2014 | Millor director d'escena     | Javier Ambrossi Javier Calvo Guirao | Nominats   |
| 2014 | Millor actriu de repartiment | Belén Cuesta                        | Guanyadora |
| 2014 | Millor actriu revelació      | Macarena García                     | Nominada   |
| 2014 | Millor coreografia           | Ana del Rei Noemí Cabrera           | Nominades  |

Altres premis
- Premi Libertad TEATRO per Javier Ambrossi i Javier Calvo[16]

## Adaptació al cinema
Durant la cinquena temporada es va començar a rumorejar sobre la possible adaptació cinematogràfica del musical. Finalment, el 4 de novembre de 2015, Javier Ambrossi i Javier Calvo van confirmar oficialment la notícia. El llargmetratge va comptar amb la producció d'Enrique López Lavigne, José Corbacho i Kike Maíllo, a través d'Apache Films i Sábado Películas, i la producció de TVE. És protagonitzat per Macarena García, Anna Castillo, Gracia Olayo, Belén Cuesta i Richard Collins-Moore i compta amb la participació de Secun de la Rosa, Víctor Elías o Esty Quesada entre d'altres.